# Mathias Müller (Politiker, 1982)
Mathias Müller (* 19. Mai 1982) ist ein Schweizer Politiker (Die Mitte) aus Lichtensteig.
Seit 2004 ist er für die Gemeinde Lichtensteig tätig. 2012 wurde er als Stadtpräsident gewählt. Seit 2016 gehört er dem St. Galler Kantonsrat als Vertreter des Wahlkreises Toggenburg an. Dort ist er aktuell Mitglied der Mitte-EVP-Fraktion.

## Familie und Ausbildung
Mathias Müller wuchs zusammen mit sechs Geschwistern (drei Schwestern und drei Brüder) auf einem kleinen Bauernhof in Dreien (Gemeinde Mosnang) auf. Er ist mit Katrin Müller-Cowper verheiratet und Vater von drei Kindern. Von 1998 bis 2001 absolvierte Mathias Müller die Ausbildung zum Kaufmann bei der Gemeindeverwaltung Mosnang. Im Anschluss arbeitete er drei Jahre lang für die Stadt Rorschach. Seit 2004 ist er für die Gemeinde Lichtensteig tätig. Zuerst führte er verschiedene Verwaltungsabteilungen und amtete letztlich als Gemeindeschreiber. Seit 1. Januar 2013 ist er Stadtpräsident und verantwortlich für politisch-strategische Führung.
Mathias Müller absolvierte verschiedene Aus- und Weiterbildungen. Er schloss an der Hochschule Luzern den Masterstudiengang als Gemeinde-, Stadt- und Regionalentwickler ab. Zuvor bildete er sich weiter zum Betriebswirtschafter HF und erwarb verschiedene Diplome an der Gemeindefachschule der Akademie St. Gallen (Steuern, allgemeine Verwaltung, Sozial- und Vormundschaftsrecht).

## Stadtentwicklung
Mathias Müller widmet sich zusammen mit der Bevölkerung und dem Gemeinderat der Stadtentwicklung. Unter dem Titel "Mini.Stadt 2025" wurde eine Gesamtstrategie verabschiedet und partizipativ umgesetzt. Über 30 Vorhaben wurden in Lichtensteig in den Bereichen Ökonomie, Ökologie und Soziales partizipativ realisiert.

## Klangwelt Toggenburg
Mathias Müller engagiert sich in diversen regionalen und kantonalen Organisationen. Unter anderem ist er seit 2014 Präsident der Klangwelt Toggenburg, einer kultur-touristischen Stiftung im Toggenburg. Auf der Basis der traditionellen Alpkultur wurden in den letzten Jahren verschiedene Projekte umgesetzt.

## Politische Arbeit im Kantonsrat
Als Kantonsrat engagiert sich Mathias Müller seit 2016 in unterschiedlichen Kommissionen und reicht Vorstösse ein.